# Szczelina pod Smoczą Jamą
Szczelina pod Smoczą Jamą – jaskinia, a właściwie schronisko, w Dolinie Kościeliskiej w Tatrach Zachodnich. Wejście do niej położone jest w Wąwozie Kraków, na lewo od szlaku prowadzącego do Smoczej Jamy, kilkanaście metrów przed drabinką, w pobliżu Dziury pod Smoczą Jamą, na wysokości 1071 metrów n.p.m. Jaskinia jest pozioma, a jej długość wynosi 5,5 metrów.

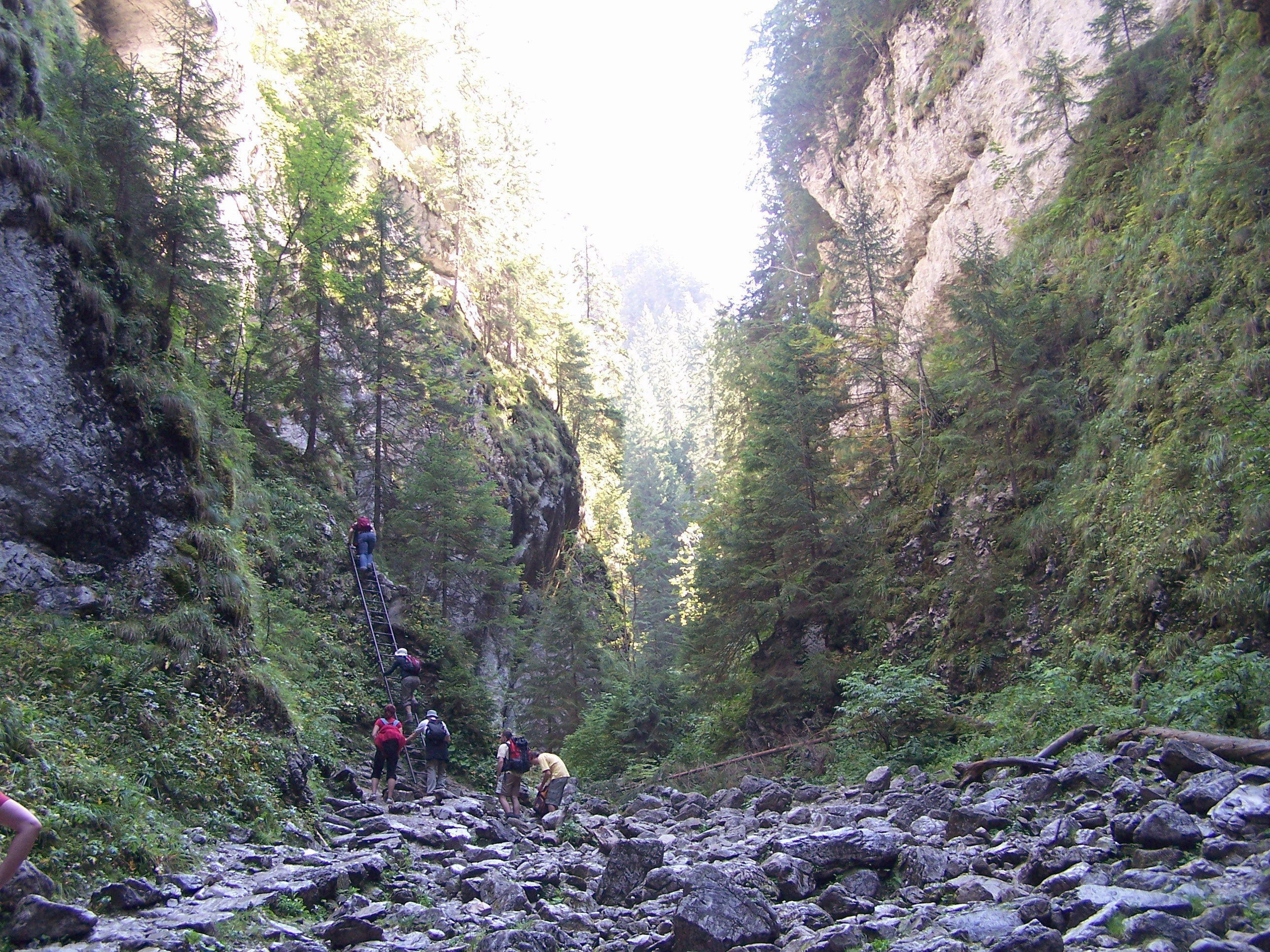
Wąwóz Kraków i wejście do Smoczej Jamy

## Opis jaskini
Jaskinię stanowi sala o wznoszącym się dnie do której prowadzi wysoki, szczelinowy otwór wejściowy.

## Przyroda
Nacieki w jaskini nie występują. Ściany są suche, rosną na nich porosty i glony.

## Historia odkryć
Jaskinia była znana od dawna. Jej pierwszy plan i opis sporządziła I. Luty przy pomocy M. Kropiwnickiej  w 1994 roku.